# Cykelbarnsits

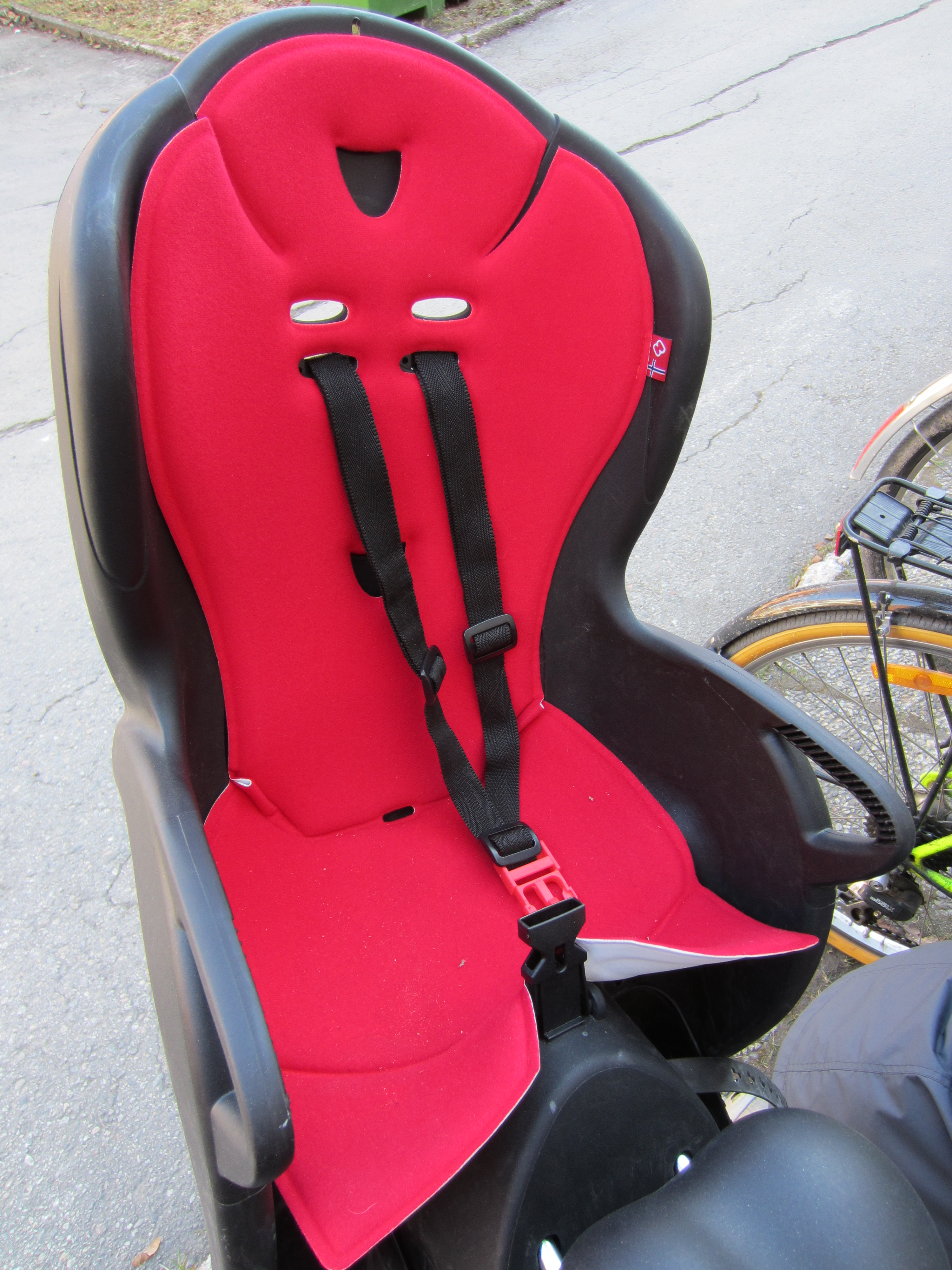
Cykelbarnsits ämnad för pakethållare.

Cykelbarnsits eller cykelbarnstol är en extrasits för barn som monteras på en cykel. Det finns tre olika modeller: en som fästs på pakethållaren, en på sadelstolpen och en på ramen eller styret.